# Lagos Cougars
Lagos Cougars es una película romántica nigeriana de 2013 dirigida por Desmond Elliot. Se estrenó el 3 de diciembre de 2013 en Silverbird Galleria, Isla Victoria.

## Sinopsis
La película gira en torno a la vida de 3 mujeres corporativas; Elsie (Monalisa Chinda), Aret (Uche Jombo) y Joke (Daniella Okeke) en su búsqueda por encontrar el amor y explorar sus fantasías.

## Elenco
- Monalisa Chinda como Elsie
- Uche Jombo como Aret
- Ifeanyi Kalu como Jite
- Daniella Okeke como broma
- Shawn faqua como Vincent
- Benjamin Touitou como Lawrence
- Alexx Ekubo como Chigo

## Recepción
La película recibió críticas negativas. Nollywood Reinvented le otorgó una calificación del 18%, indicando que la trama y dirección eran deficientes y poco originales.
YNaija restó importancia a la química amorosa entre Monalisa Chinda y su joven amante Benjamin Touitou. También criticó la dirección. La revisión concluyó que "Era divertida, pero no siempre por las razones correctas".
Sodas and Popcorn declaró en su reseña que la historia era "... predecible y plagada de clichés...".